# لیودمیلا پاخومووا
لیودمیلا پاخومووا (روسی: Людмила Алексеевна Пахомова؛ ۳۱ دسامبر ۱۹۴۶ – ۱۷ مهٔ ۱۹۸۶) اسکیت‌باز نمایشی اهل اتحاد جماهیر شوروی سوسیالیستی بود.